# Lokomotiva Tomáš (4. řada)
4. řada seriálu Lokomotiva Tomáš je čtvrtou sérií tohoto seriálu. Režíroval ji David Mitton. Poprvé byla vysílána od 16. října 1995 do 20. listopadu 1995, v České republice na JimJamu v roce 2009. Většina dílů byla ve Velké Británii v letech 1994 a 1995 původně vydána na VHS.

## Seznam dílů
| Č. v seriálu | Č. v řadě | Původní název                    | český název                | Režie        | Scénář                      | Premiéra ve VB     |
| ------------ | --------- | -------------------------------- | -------------------------- | ------------ | --------------------------- | ------------------ |
| 79           | 1         | Granpuff                         | Dědeček                    | David Mitton | Wilbert Awrdy               | 16. října 1995     |
| 80           | 2         | Sleeping Beauty                  | Šípková Růženka            | David Mitton | Wilbert Awrdy               | 17. října 1995     |
| 81           | 3         | Bulldog                          | Buldok                     | David Mitton | Wilbert Awrdy               | 18. října 1995     |
| 82           | 4         | You Can't Win                    | Nevyhraješ                 | David Mitton | Wilbert Awrdy               | 19. října 1995     |
| 83           | 5         | Four Little Engines              | Čtyři malé mašinky         | David Mitton | Wilbert Awrdy               | 20. října 1995     |
| 84           | 6         | A Bad Day for Sir Handel         | Handelův špatný den        | David Mitton | Wilbert Awrdy               | 23. října 1995     |
| 85           | 7         | Peter Sam & the Refreshment Lady | Petr a paní s občerstvením | David Mitton | Wilbert Awrdy               | 24. října 1995     |
| 86           | 8         | Trucks                           | Nákladní vagónky           | David Mitton | Wilbert Awrdy               | 25. října 1995     |
| 87           | 9         | Home at Last                     | Konečně doma               | David Mitton | Wilbert Awrdy               | 26. října 1995     |
| 88           | 10        | Rock 'n' Roll                    | Rock 'n' Roll              | David Mitton | Wilbert Awrdy               | 27. října 1995     |
| 89           | 11        | Special Funnel                   | Mimořádný komín            | David Mitton | Wilbert Awrdy               | 30. října 1995     |
| 90           | 12        | Steam Roller                     | Parní válec                | David Mitton | Wilbert Awrdy               | 31. října 1995     |
| 91           | 13        | Passengers & Polish              | Cestující a leštěnka       | David Mitton | Wilbert Awrdy               | 1. listopadu 1995  |
| 92           | 14        | Gallant Old Engine               | Statečná starší mašinka    | David Mitton | Wilbert Awrdy               | 2. listopadu 1995  |
| 93           | 15        | Rusty to the Rescue              | Rusty zachraňuje           | David Mitton | David Mitton, Britt Alcroft | 3. listopadu 1995  |
| 94           | 16        | Thomas & Stepney                 | Tomáš a Stepney            | David Mitton | Wilbert Awrdy               | 6. listopadu 1995  |
| 95           | 17        | Train Stops Play                 | Vlak, který zastavil zápas | David Mitton | Wilbert Awrdy               | 8. listopadu 1995  |
| 96           | 18        | Bowled Out                       | Osud klobouku              | David Mitton | Wilbert Awrdy               | 7. listopadu 1995  |
| 97           | 19        | Henry & the Elephant             | Jindra a slon              | David Mitton | Wilbert Awrdy               | 9. listopadu 1995  |
| 98           | 20        | Toad Stands By                   | Žabák pomůže               | David Mitton | Wilbert Awrdy               | 10. listopadu 1995 |
| 99           | 21        | Bulls Eyes                       | Býčí oči                   | David Mitton | Wilbert Awrdy               | 13. listopadu 1995 |
| 100          | 22        | Thomas & the Special Letter      | Tomáš a důležitý dopis     | David Mitton | Wilbert Awrdy               | 14. listopadu 1995 |
| 101          | 23        | Paint, Pots & Queen              | Nátěr pro královnu         | David Mitton | Wilbert Awrdy               | 15. listopadu 1995 |
| 102          | 24        | Fish                             | Ryba                       | David Mitton | Christopher Awrdy           | 16. listopadu 1995 |
| 103          | 25        | Special Attraction               | Velká atrakce              | David Mitton | Wilbert Awrdy               | 17. listopadu 1995 |
| 104          | 26        | Mind That Bike                   | Pozor, kolo!               | David Mitton | Christopher Awrdy           | 20. listopadu 1995 |

## Postavy

### Představené postavy
- Stepney
- Skarloey
- Rheneas
- Pan Händel (Hendl)
- Petr Sam
- Rusty
- Duncan
- Vévoda (Dědeček)
- Smudger
- SCRuffey
- Jirka (anglicky George)
- Karolína
- Bulstrode